# Ribeirinha (Lajes do Pico)
Ribeirinha é uma freguesia portuguesa do município de Lajes do Pico, na ilha do Pico, Região Autónoma dos Açores, com 8,67 km² de área e 343 habitantes (censo de 2021). A sua densidade populacional é 39,6 hab./km².
A freguesia foi criada pelo Decreto Regional n.º 24/A/80 de 15 de setembro de 1980, com lugares desanexados da freguesia de Piedade. 
Nesta freguesia é de salientar o Império do Espírito Santo da Ribeirinha, construído no século XX, mais precisamente em 1928, bem como a Praia da Baixa da Ribeirinha e o Cais da Baixa que principalmente se destina a recreio e ao uso piscatório.

## Demografia
A população registada nos censos foi:
| Distribuição da População por Grupos Etários | Distribuição da População por Grupos Etários | Distribuição da População por Grupos Etários | Distribuição da População por Grupos Etários | Distribuição da População por Grupos Etários |
| -------------------------------------------- | -------------------------------------------- | -------------------------------------------- | -------------------------------------------- | -------------------------------------------- |
| Ano                                          | 0-14 Anos                                    | 15-24 Anos                                   | 25-64 Anos                                   | > 65 Anos                                    |
| 2001                                         | 57                                           | 54                                           | 203                                          | 97                                           |
| 2011                                         | 56                                           | 38                                           | 194                                          | 86                                           |
| 2021                                         | 42                                           | 39                                           | 182                                          | 80                                           |

## Localidades
- Baixa
- Biscoito
- Terra Alta
- Ribeirinha

## Património natural
- Praia da Baixa da Ribeirinha
- Miradouro da Terra Alta

## Património construído
- Império do Divino Espírito Santo da Ribeirinha